# Территориальные претензии в Антарктике

Антарктида и территориальные претензии

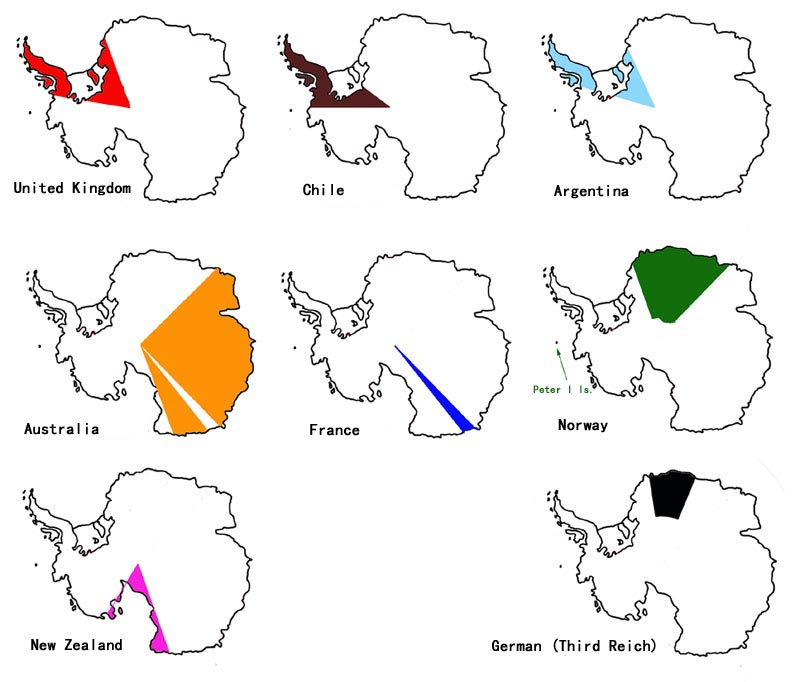
Территориальные претензии в Антарктике, выдвинутые до 1961 года (Германия на данный момент не поддерживает, Япония отказалась в 1951 году)

Территориа́льные прете́нзии в Анта́рктике — претензии разных государств на суверенитет над различными территориями в южном полярном регионе Земли.
В настоящее время такие претензии к югу от параллели 60° южной широты официально предъявляют семь государств, успевших их оформить до вступления в силу Договора об Антарктике:
- Австралия;
- Аргентина;
- Великобритания;
- Новая Зеландия;
- Норвегия;
- Франция;
- Чили.

## Теория полярных секторов
Теория полярных секторов была разработана канадским сенатором Паскалем Пуарье в 1907 году для обоснования претензий сопредельных стран на Северный полюс . Позднее она была экстраполирова на Южный полюс с различными вариантами из-за большей географической неоднородности.
Пуарье представил свою теорию в парламенте Оттавы 19 апреля 1907 года, заявив, что Канада должна претендовать на владение:

(…) все земли, лежащие в водах между линией, идущей от крайнего восточного севера, и другой линией, идущей от крайнего западного севера.
Пуарье постулировал эту теорию как вариант принципа географической смежности, указав, что полярные регионы являются не чем иным, как продолжением стран, окружающих Северный полюс, и, следовательно, должны находиться под суверенитетом этих стран, согласно правилам присоединения. Он предложил провести на земной поверхности линии, сходящиеся к полюсу через меридианы, от оконечностей циркумполярных территорий каждой страны, оставив все, что между указанными линиями, в собственности соответствующей страны. Линии образуют конус (или сферический треугольник) с вершиной на северном полюсе.
Чтобы оправдать то, что его теория не основывалась на реальной и эффективной оккупации территорий — нормальном способе приобретения суверенитета, Пуарье разработал ее как вариант юридической теории «акцессии», то есть способа приобретения права, в силу которого владелец вещи является владельцем того, что она производит или того, что с ней связано.
Северный полюс, где Северный Ледовитый океан почти полностью замерз, в начале XX века был окружен полярными владениями Канады, США, России, Норвегии , Дании и Финляндии (последняя потерялa этот статус, уступив свои арктические владения России во время Второй мировой войны).
В соответствии с постулатами Пуарье 10 июня 1925 года Канада установила меридианы 60° и 141° з. д. в качестве своих полярных границ, претендуя на суверенитет над всем, что между ними до Северного полюса. В 1926 году Союз Советских Социалистических Республик
опирался на теорию полярных секторов, устанавливая границы между меридианами 32°4’35 восточной долготы и 168°49’30 з. д. Обе страны утверждали свой суверенитет над более чем тремя четвертями Арктики.
США, Норвегия и Дания почувствовали себя ущемленными в распределении и отвергли теорию полярных секторов. Споры по поводу территорий в Баренцевом море и Северо-Западном проходе продолжаются и сегодня.
Теория полярных секторов была экстраполирована на Антарктиду, где ее применение отличалось от того, которое осуществлялось на Северном полюсе, поскольку не существует прямой географической непрерывности полярных регионов с окружающими их странами.

### Великобритания

21 июля 1908 года Соединенное Королевство начало череду претензий на Антарктику, провозгласив свои территориальные права на территории, составлявшие зависимые территории Мальвинских островов, которые были перечислены в королевском патенте с:
группы островов, известных как Южная Георгия, Южные Оркнейские, Южные Шетландские и Южные Сэндвичевые, а также территория, известная как Земля Грэма, расположенная в южной части Атлантического океана к югу от 50-й параллели южной широты и между 20° и 80° западной долготы
.
Таким образом, Соединенное Королевство взяло в качестве точки опоры свое владение Мальвинскими островами и свой провозглашенный суверенитет над островами Южная Георгия (Джеймсом Куком 17 января 1775 г.). Однако пределы не соответствовали расширению этих спорных британских владений, простираясь дальше на запад и охватывая весь Антарктический полуостров, поэтому Соединенное Королевство также привело исторические причины для претензий на эти территории. В его состав также входила южная часть Южной Америки (Огненная Земля и части Патагонии в Чили и Аргентине).
В 1917 году королевский патент был изменен, адаптировав теорию полярных секторов к Антарктиде. Новый объем зависимостей был расширен и теперь включает:
все острова и территории, лежащие между 20° и 50° западной долготы, расположенные к югу от 50° южной параллели; и все острова и территории, находящиеся между 50° и 80° западной долготы, расположенные к югу от 58° параллельной южной широты, до достижения Южного полюса.
Таким образом, были исключены территории Патагонии, на которые Соединенное Королевство не претендовало.
В результате подписания Договора об Антарктике в 1961 году Великобритания ограничила свой антарктический сектор (Британскую антарктическую территорию) районами к югу от параллели 60° южной широты и между меридианами 20° и 50° западной долготы.

### США и СССР
Претензиям территориальных стран противостояли интересы США и СССР. Первая не признает Теорию полярных секторов в Арктике и не признает ее в Антарктике, однако позиция СССР иная: СССР признает ее по отношению к Арктике, но не принимает ее применение в Антарктиде. Ни одна из стран не выдвинула претензий на Антарктику, но, подписав Договор об Антарктике, они сохранили за собой право их предъявлять

## История территориальных претензий
Первые официальные территориальные претензии в Антарктике были заявлены в начале XX века.
В 1908 году Великобритания объявила о подчинении губернатору Фолклендских островов Земли Грейама, а также островов Южная Георгия, Южных Оркнейских, Южных Сандвичевых и Южных Шетландских. Королевским указом 28 марта 1917 года было объявлено, что губернатору Фолклендских островов подвластны все территории вплоть до Южного полюса, находящиеся к югу от параллели 50° южной широты между 20° западной долготы и 50° западной долготы, а также примыкающий соседний сектор, ограниченный на севере параллелью 58° южной широты, а на западе меридианом 80° западной долготы. 3 марта 1962 года правительство Великобритании объявило о создании новой колонии — Британской антарктической территории, в состав которой вошли Южные Оркнейские и Южные Шетландские острова, ранее в административном отношении подчинявшиеся Фолклендским островам, а также Антарктический полуостров и часть территории Антарктического материка, расположенная между 20° западной долготы и 80° западной долготы. Также Великобритания передала обширные антарктические территории своим доминионам. 30 июля 1923 года правительство Великобритании объявило о подчинении Новой Зеландии Территории Росса — сектора Антарктического материка между 150° западной долготы и 160° восточной долготы. На севере этот сектор ограничивается параллелью 60° южной широты.
13 июня 1933 года был издан «Акт о принятии Австралийской антарктической территории». Этот акт предусматривал присоединение к Австралии большей части Восточной Антарктиды — сектора между 45° восточной долготы и 160° восточной долготы к югу от параллели 60° южной широты, исключая Землю Адели, на которую заявила свои претензии Франция. Декретом от 21 ноября 1924 года под управление генерал-губернатора Мадагаскара передаются архипелаги Кергелен, Крозе и острова Сен-Поль и Амстердам и Земля Адели.
1 апреля 1938 года декретом президента Франции был установлен антарктический сектор Франции (между 136° восточной долготы и 142° восточной долготы к югу от параллели 60° южной широты). 6 августа 1955 года архипелаги Кергелен, Крозе, острова Сен-Поль и Амстердам и Земля Адели были объявлены заморским владением Французские Южные и Антарктические территории.
В 1939 году сектор между британскими владениями на западе и австралийскими — на востоке (20° западной долготы — 45° восточной долготы) объявила своим Норвегия. Ранее Норвегия заявила о своих претензиях на остров Буве (официально с 1928 года, в 1929 году Великобритания отказалась от своих претензий на этот остров) и остров Петра I (официально с 1931 года). Претензии на эти территории были подтверждены в заявлении от 28 мая 1948 года, в котором говорилось, что упомянутые земли относятся к зависимым территориям Норвегии.
Правительство Аргентины не признало британских территориальных претензий в Антарктике. В 1925 году оно объявило своими Южные Оркнейские острова, а в 1927 году — и остров Южная Георгия. В 1943 году был издан декрет о создании «аргентинского сектора» Антарктики, включающего территории, расположенные к югу от параллели 60° южной широты между западной долготы 25° и 68°34' западной долготы. В 1946 году правительство Аргентины снова официально объявило о своих претензиях в южном полярном регионе, на этот раз уже на более обширную территорию, которая на севере ограничивалась 60° южной широты, на востоке — 25° западной долготы, а на западе — 74° западной долготы.
Правительство Чили в ноябре 1940 года объявило, что к чилийской территории относятся все антарктические земли вплоть до Южного полюса в секторе между 53° западной долготы и 90° западной долготы.

### Иранская Антарктида

Регион, на который претендует Исламская Республика Иран в Антарктиде.

Иранская Антарктида — это регион, на который претендует Исламская Республика Иран в Антарктиде, который находится между 59,5 и 63 градусами восточной долготы. Он расположен на 14 градусах восточной долготы. В настоящее время эта территория является спорной между Ираном и Австралией.
Океанографическая организация Ирана пытается создать постоянную исследовательскую станцию в Антарктиде. В марте 2011 года Мохаммад Хосейн Багери , начальник Генерального штаба Вооружённых сил Исламской Республики Иран, заявил, что из-за возможности выхода к Южному полюсу через Оманский залив и отсутствия какой-либо суши между ними, Иран может претендовать на суверенитет над частью Южного полюса (в соответствии  c международными законами) представляет собой сектор приблизительной длиной 3000 км, шириной 405 км и ориентировочной площадью от 200 до 250 тысяч квадратных километров. Следует отметить, что антарктические тeрриториальные претензии Ирана перекрывают антарктическую территорию Австралии.

### Отказ от претензий
В XX веке два государства от претензий отказались, либо прекратили поддерживать их. Германия (в то время Третий рейх) заявила о своих территориальных претензиях незадолго до начала Второй мировой войны (после возвращения экспедиции на MS Schwabenland 12 августа 1939 года) изданием декрета о создании «немецкого антарктического сектора» между 4°50' восточной долготы и 16°30' восточной долготы. После поражения в 1945 году в войне Германия ни о каких претензиях на антарктические территории не заявляет, хотя формально от них не отказывалась. На территории Новой Швабии (часть Земли Королевы Мод) действует германская станция «Ноймайер III». Япония заявила о своих территориальных претензиях в Антарктике во время экспедиции 1910—1912 годов, однако оформила их лишь в 1939 году, заявив о своём суверенитете над сектором между Территорией Росса и Британской антарктической территорией (от 80° западной долготы до 150° западной долготы). В 1951 году по условиям Сан-Францисского мирного договора Япония отказалась от всех своих претензий в Антарктике. В настоящий момент Япония не имеет права вновь выдвинуть территориальные претензии в зоне действия Договора об Антарктике. Тем не менее, неофициально претензии выдвигаются, причем обоснование весьма своеобразно: разведанные месторождения газа залегают так глубоко, что никто, кроме Японии, пока не располагает технологиями для его добычи.

### Неосуществлённые планы

Бразилия намеревалось заявить о своих правах на земли в Антарктике в секторе от 34°40′ западной долготы до 53°20′ западной долготы.

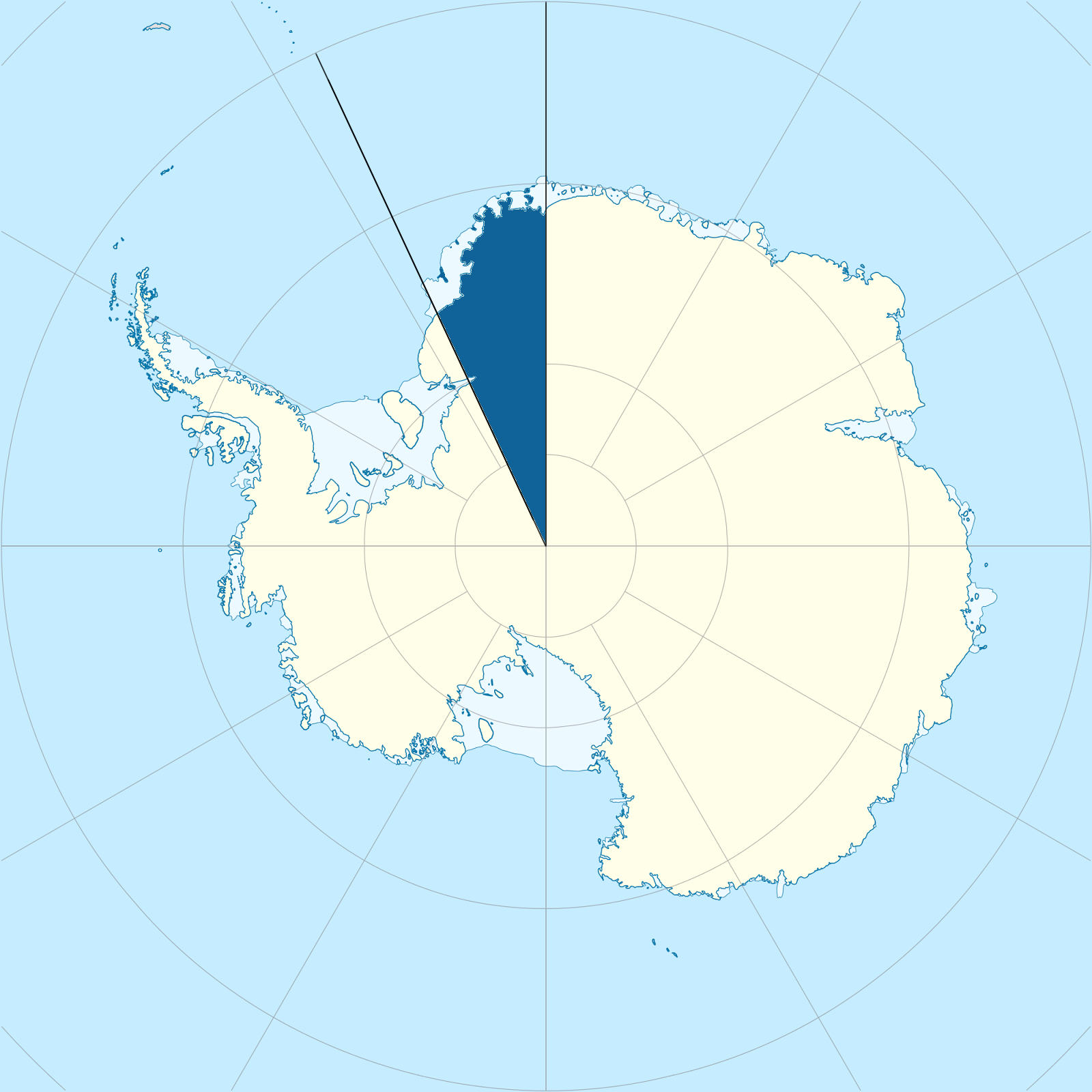
Уругвайская Антарктика: сектор от 34°40′ западной долготы до 56°40′ западной долготы.

Ряд государств планировал выдвинуть свои территориальные претензии в Антарктике, однако не успел их оформить. В апреле 1958 года министерство иностранных дел Бразилии намеревалось заявить о своих правах на земли в Антарктике в секторе от 34°40′ западной долготы до 53°20′ западной долготы. Аналогичные планы имелись у правительств ещё трёх южноамериканских государств: Уругвая — на сектор от 34°40′ западной долготы до 56°40′ западной долготы, Перу — на сектор от 75°40′ западной долготы до 81°21′ западной долготы, Эквадора — на сектор от 81°21′ западной долготы до меридиана Галапагосских островов. Тогда же планировалось разрешить территориальные претензии в Антарктике Чили и Аргентины друг к другу и соседям следующим образом: Аргентина собиралась оставить за собой сектор от 56°40' западной долготы до 66°30' западной долготы, Чили — сектор от 66°30' западной долготы до 75°40' западной долготы.

### Особая позиция
Особую позицию по вопросу территориальных претензий заняли США и Россия (ранее СССР). Оба государства сохранили за собой основы для претензий на территориальный суверенитет в Антарктике, а также не признали претензии как других стран, так и претензии друг друга.
27 января 1939 года СССР указал Норвегии на незаконность притязаний на «сектор Буве», после войны подобная политика продолжалась до 1959 года. Было также заявлено, что СССР не предъявляет своих претензий, но оставляет за собой право сделать это на земли, открытые русскими мореплавателями.
Граждане США, как правило, исследуемые территории объявляли американскими. 28 марта 1936 года государственный секретарь США в официальном письме объявил, что Ричард Берд от имени США заявил притязания на всю территорию Антарктиды, которую он открыл и обследовал к востоку от 150° западной долготы во время своих двух антарктических экспедиций 1928—1930 и 1933—1935 годов. После окончания Второй мировой войны в Конгрессе США неоднократно обсуждались вопросы объявления американского суверенитета в Антарктике. В качестве таких территорий предлагался сектор от 90° западной долготы до 150° западной долготы, одновременно высказывались претензии на полуостров Палмера и район американской базы Литл-Америка (78° южной широты, 162° западной долготы), однако предложенные законодательные акты не были приняты.

Ряд государств, имеющих официально/неофициально территориальные претензии в Антарктике, либо право на них
Антарктика
Субантарктика
Великобритания, Норвегия, Австралия, Франция, Новая Зеландия, Чили и Аргентина
США и Россия
Перу, ЮАР и Испания
Бразилия
Германия
Прочие

## Статус-кво
В 1959 году был заключён, а в 1961 году вступил в силу Договор об Антарктике, закрепляющий сложившийся статус-кво, запрещающий выдвигать новые претензии и расширять старые. По отношению к Договору эксперты выделяют три группы стран:
- Имевшие территориальные претензии до его подписания — это Австралия, Аргентина, Великобритания, Новая Зеландия, Норвегия, Франция и Чили.
- Оставившие за собой право на выдвижение таких претензий — это Перу, Советский Союз/Россия[источник не указан 3247 дней], США и ЮАР.
- Не имевшие официальных территориальных претензий — это Бельгия, Болгария, Бразилия, Германия, Индия, Италия, КНР, Пакистан, Польша, Румыния, Украина, Уругвай, Чехия, Швеция, Эквадор, Южная Корея и Япония.

Однако от своих прав не отказались остальные латиноамериканские страны, планировавшие, но не успевшие до 1961 года выдвинуть свои территориальные претензии в Антарктике. Эквадор в 1967 году заявил о своих правах на сектор от 84° 30′ западной долготы до 96° 30′ западной долготы. Претензии на часть Антарктики закреплены в Конституции Эквадора 2008 года (статья 4). В межвоенный период, а также с 1963 года по 1994 год существовали территориальные претензии в Антарктике со стороны ЮАР. Неофициально подобные претензии продолжают выдвигаться различными странами мира и после ратификации Договора об Антарктике. Так, с 1986 года о своих претензиях на некоторые территории неофициально заявляет Бразилия (антарктический сектор между 28° западной долготы и 53° западной долготы был объявлен «зоной интересов» этого государства), которая присоединилась к Договору, сделав оговорки по поводу своих основ для территориальных претензий. С 1973 года в Уругвае неофициально выдвигаются претензии на сектор между Гринвичским меридианом и 25° западной долготы, а с 1977 года предлагается расширить эту зону до 20° восточной долготы. Аналогичные неофициальные претензии предлагаются и в Перу на сектор между 84° западной долготы и 90° западной долготы.
Хотя Договор об Антарктике прямо указывает на то, что никакая деятельность в период действия Договора не может служить основой для претензий на территориальный суверенитет в Антарктике, в средствах массовой информации часто указывают на тот факт, что ряд стран воспринимает свою научную деятельность в Антарктиде, как возможность закрепиться на этом континенте в политическом плане, а также участвовать в будущем территориальном разделе.
В данный момент международные соглашения позволяют использовать территории и акватории южнее 60° южной широты в основном в научных целях. Добыча полезных ископаемых и военные манёвры и испытания запрещены. Страны, заявившие претензии на территории Антарктики, не препятствуют созданию научных станций других стран.
Все территории в Антарктиде, на которые выдвинуты территориальные претензии, являются секторами, ограниченными параллелью 60° южной широты с севера и двумя меридианами с запада и востока. Норвегия при создании своего сектора обозначила только западную и восточную границу владений, но на почтовой марке 1957 года отображены претензии на весь сектор между 20° западной долготы и 45° восточной долготы. Также Норвегия претендует и на остров Петра I — единственную территорию в Антарктике, на которую выдвинуты претензии, не образующую сектор. На землю Мэри Бэрд (после отказа Японии от неё и Земли Элсуорта) до вступления в силу Договора об Антарктике ни одна из стран официально не выдвинула территориальные претензии, в то же время чилийский, аргентинский и британский сектора пересекаются. В соответствии с Конвенцией ООН по морскому праву Австралия, Аргентина и Норвегия определили границы предполагаемых шельфовых владений в Антарктике, однако попросили ООН не рассматривать их статус до разрешения территориального спора. Новая Зеландия, Франция и Великобритания зарезервировали за собой право подать соответствующий запрос позже.

### Значение Статьи IV
Считается, что Международное Антарктическое Соглашение откладывает или приостанавливает эти претензии. Однако Статья IV настоящего соглашения, в котором они регламентируются, указывает лишь на то, что документ не касается ранее заявленных претензий.
В ней указано:
- Подписание Соглашения не отказ от предыдущих территориальных претензий.
- Соглашение не касается претензий, основанных на деятельности государств на территории Антарктики.
- Соглашение не касается права государств признавать (или не признавать) другие территориальные претензии.
- Соглашение регламентирует новые претензии
- Никакая деятельность после 1961 г. в Антарктике не является основанием для территориальной претензии.
- Никакой новой претензии заявлять нельзя.
- Ни одна из претензий не может расширяться дальше на другие территории.

Советский Союз и США зарезервировали за собой право на новые требования, а в дальнейшем от них не отказывались (даже Россия после распада СССР), поэтому они имеют право на претензии и в будущем, если этого пожелают.
Претензии на территории ниже 60° параллели признаны только выдвинувшими их странами. Однако их иногда отражают на картах Антарктики — но это не означает их официальное признание.
Все такие территории, за исключением острова Петра I, являются секторами, границы которых проходят по меридианам. Что касается параллелей, северная граница всех секторов, за исключением норвежского, есть 60° параллель, которая не проходит через ни один участок суши, континента или острова, а также является северной границей Международного Антарктического Соглашения. Южные границы всех секторов, не считая норвежского, сходятся в одну точку, Южный полюс.

## География территориальных претензий, выдвинутых до 1961 года

### Южная Антарктика
| Флаг                                                       | Территория | Претендент                              | Границы                                                    | Дата                                    | Площадь (км²) |
| ---------------------------------------------------------- | --- | --------------------------------------- | ---------------------------------------------------------- | --------------------------------------- | ------------- |
|                                                            | Земля Адели (административный округ заморского административно-территориального образования с особым статусом Французские Южные и Антарктические территории Французской Республики) | Франция                                 | 136° 11′ в. д. — 142° 02′ в. д.                            | 1924                                    | 432 000       |
|                                                            | Антарктика (коммуна провинции Антарктика-Чилена области Магальянес-и-ла-Антарктика-Чилена Республики Чили)                                                                          | Чили                                    | 53° з. д. — 90° з. д.                                      | 1940                                    | 1 250 000     |
|                                                            | Антарктида-Аргентина (департамент провинции Огненная Земля, Антарктида и острова Южной Атлантики Аргентинской Республики)                                                           | Аргентина                               | 25° з. д. — 74° з. д.                                      | 1943                                    | 966 000       |
|                                                            | Австралийская антарктическая территория (внешняя территория Австралийского Союза)                                                                                                   | Австралия                               | 44° 38′ в. д. — 136° 11′ в. д. 142° 02′ в. д. — 160° в. д. | 1933                                    | 5 896 000     |
|                                                            | Британская антарктическая территория (заморская территория Соединённого Королевства Великобритании и Северной Ирландии)                                                             | Великобритания                          | 20° з. д. — 80° з. д.                                      | 1908                                    | 1 725 000     |
|                                                            | Земля Королевы Мод (зависимая территория Королевства Норвегия) | Норвегия                                | 20° з. д. — 44° 38′ в. д.                                  | 1939                                    | 2 500 000     |
| Остров Петра I (зависимая территория Королевства Норвегия) | 68° 51′ ю. ш. 90° 35′ з. д. | Норвегия                                | 1929                                                       | 156                                     |               |
|                                                            | Зависимая территория Росса (часть Королевства Новой Зеландии) | Новая Зеландия                          | 150° з. д. — 160° в. д.                                    | 1923                                    | 450 000       |
|                                                            | Земля Мэри Бэрд | Нет претензий, оформленных до 1961 года | 90° з. д. — 150° з. д. (кроме острова Петра I)             | Нет претензий, оформленных до 1961 года | 888 000       |

### Северная Антарктика

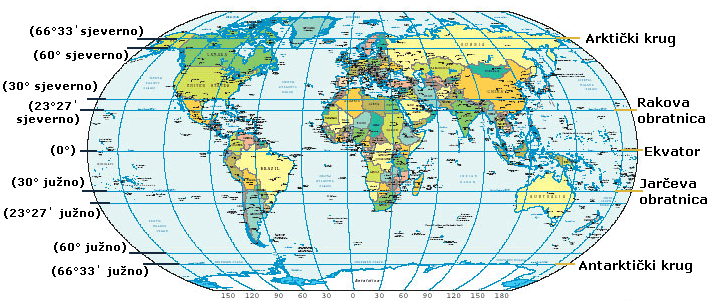
60° южной широты.

Территории севернее 60° южной широты не подпадают под действие Договора об Антарктике. Острова Марион и Принс-Эдуард принадлежат ЮАР, острова Крозе, архипелаг Кергелен, острова Сен-Поль и Амстердам — Франции, остров Херд и острова Макдональд и остров Маккуори — Австралии, острова Окленд и острова Кэмпбелл — Новой Зеландии. Норвегия считает остров Буве своей территорией. Редко причисляемые к Антарктике острова Тристан-да-Кунья и остров Гоф принадлежат Великобритании. Южная Георгия и Южные Сандвичевы Острова, а также Фолклендские острова являются спорной территорией между Аргентиной и Великобританией. Ранее существовавшие разногласия между Аргентиной и Чили по поводу принадлежности некоторых островов архипелага Огненная Земля на данный момент исчерпаны.

Австралийская антарктическая территория
Аргентинская Антарктика
Чилийская антарктическая территория
Британская антарктическая территория
Земля Адели(сектор на который претендует Франция)
Земля Королевы Мод и Остров Петра I(на которыe претендует Норвегия.)
Зависимая территория Росса(сектор на который претендует Новая Зеландия)

## Филателистические ошибки
В 2009 году на почтовой марке Украины из двухмарочной сцепки и малого листа, посвящённых украинской полярной станции «Академик Вернадский», художник Владимир Таран изобразил карту Антарктиды, выделив цветом произвольные секторы континента с центром в точке южного полюса. Один из таких секторов, на который попала надпись Ukraina, пришёлся на тихоокеанскую сторону Антарктиды (за исключением Норвегии, выдвигающей претензии на остров Петра I, на неё пока не претендует ни одна страна мира), однако два других оказались в зонах антарктических притязаний Австралии и Франции.
Что именно имела в виду Укрпочта, выпуская тираж сомнительной марки, не сообщается. Информационное агентство REGNUM в своём материале в связи с этим спрашивает:
Что стоит за изданием «Укрпочтой» такой странной марки? Недосмотр почтовых руководителей Украины, позволивших бесконтрольно разыграться политико-географической фантазии художника Владимира Тарана, или же сознательное обозначение новых направлений и желанных полярных горизонтов для предприимчивой и кипуче активной внешней политики молодого государства?.. Не следует ли понимать появление такой марки, как выдвижение Украиной претензий на часть Антарктики, как намерение официального Киева вступить в спор с Австралией и Францией за право обладания их традиционными секторами антарктической территории?

## См. также

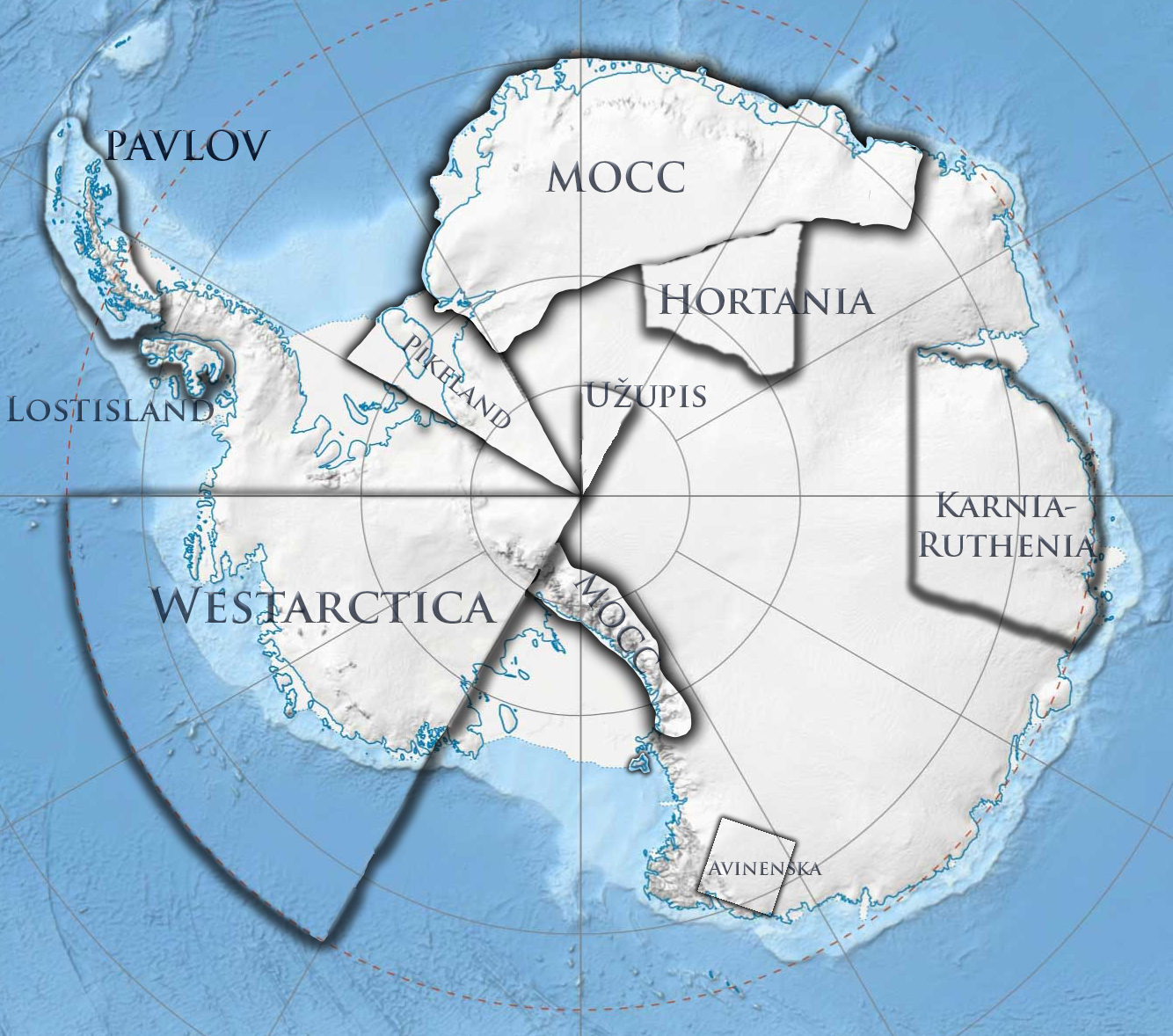
Виртуальные государства Антарктиды